# Anthy-sur-Léman
Anthy-sur-Léman település Franciaországban, Haute-Savoie megyében. Lakosainak száma 2370 fő (2022. január 1.). Anthy-sur-Léman Allinges, Margencel és Thonon-les-Bains községekkel határos.

## Népesség
A település népességének változása:
| Lakosok száma | 2072 | 2141 | 2260 | 2171 | 2185 | 2198 | 2253 | 2327 | 2370 |
|               | 2013 | 2015 | 2016 | 2017 | 2018 | 2019 | 2020 | 2021 | 2022 |